# Alpine A525
Az Alpine A525 egy Formula–1-es versenyautó, melyet az Alpine F1 Team tervezett és versenyeztetett a 2025-ös Formula–1 világbajnokság során. Pilótái Pierre Gasly és Jack Doohan voltak, majd az utóbbit felváltó Franco Colapinto.

## Áttekintés
Az idény előtt a csapatot elhagyta a BP és a Castrol, hogy a következő évtől benevező Audi csapatához csatlakozzanak, így az üzemanyagért és a kenőanyagokért is az Eni lett felelős. Miután a Renault bejelentette, hogy gyári programját befejezi, ez volt az utolsó autó, amely Renault motorokat használt, miután az Alpine a következő évtől áttért a Mercedesére. Az autó festése megváltozott, hangsúlyosabb lett rajta a kék, a főszponzor BWT rózsaszíne mellett.
Az év, hasonlóan az előzőhöz, nem indult jól a csapat számára, a pontszerzés lehetősége kis csodaszámba ment. Kínában Gaslyt utólag kizárták, mert az autója nem érte el a minimum tömeget. Doohan teljesítményére folyamatosan rányomta a bélyeget, hogy a feje felett lebegett a lecserélésének a lehetősége a tesztpilótaként foglalkoztatott Colapintóra. Erre Miami után sor is került, hivatalosan rotációs rendszerben cserélgetve a két versenyzőt. Nem tett jót a csapatnak az sem, hogy idény közben távozott Oliver Oakes csapatfőnök is. Colapinto egyáltalán nem váltotta be a hozzá fűzött reményeket, a szezon feléig egyetlen pontot sem gyűjtött, illetve egy banális hiba miatt a brit nagydíjon el sem tudott indulni (leégette a kuplungot). Gasly viszont erőn felül teljesített és többször is relatíve jó eredményeket ért el - ezzel sem tudta azonban azt ellensúlyozni, hogy a szezon felénél az Alpine a bajnokság utolsó helyezettje volt.

## Eredmények
Kis számmal jelölve a sprintfutamokon elért helyezések, amennyiben azok pontszerzéssel jártak együtt.
Félkövérrel jelölve a pole pozíció, dőlt betűvel a leggyorsabb kör.
| Év   | Csapat             | Motor        | Gumik | Pilóták   | AUS | CHN | JPN | BHR | SAU | MIA  | EMI | MON | ESP | CAN | AUT | GBR | BEL | HUN | NED | ITA | AZE | SIN | USA | MXC | SAP | LVG | QAT | ABU | Pontok | Helyezés |
| ---- | ------------------ | ------------ | ----- | --------- | --- | --- | --- | --- | --- | ---- | --- | --- | --- | --- | --- | --- | --- | --- | --- | --- | --- | --- | --- | --- | --- | --- | --- | --- | ------ | -------- |
| 2025 | BWT Alpine F1 Team | Renault RE25 | P     | Gasly     | 11  | KIZ | 13  | 7   | KI  | 13 8 | 13  | KI  | 8   | 15  | 13  | 6   |     |     |     |     |     |     |     |     |     |     |     |     | 19     | 10.      |
| 2025 | BWT Alpine F1 Team | Renault RE25 | P     | Doohan    | KI  | 13  | 15  | 14  | 17  | KI   |     |     |     |     |     |     |     |     |     |     |     |     |     |     |     |     |     |     | 19     | 10.      |
| 2025 | BWT Alpine F1 Team | Renault RE25 | P     | Colapinto |     |     |     |     |     |      | 16  | 13  | 15  | 13  | 15  | NI  |     |     |     |     |     |     |     |     |     |     |     |     | 19     | 10.      |

- † – Nem fejezte be a futamot, de rangsorolva lett, mert teljesítette a versenytáv 90%-át.
- Gasly a miami sprintfutamon 1 pontot szerzett

## Fordítás
- Ez a szócikk részben vagy egészben  az   Alpine A525 című angol Wikipédia-szócikk ezen változatának fordításán alapul.  Az eredeti cikk szerkesztőit annak laptörténete sorolja fel. Ez a jelzés csupán a megfogalmazás eredetét és a szerzői jogokat jelzi, nem szolgál a cikkben szereplő információk forrásmegjelöléseként.